# هنري لي جونيور
هنري لي جونيور (بالصينية: 李萬祺) هو سائق سباق صيني، ولد في 18 مارس 1958 في هونغ كونغ البريطانية في المملكة المتحدة.

## روابط خارجية
- هنري لي جونيور على موقع DriverDB.com (الإنجليزية)